# Glauk Konjufca
Glauk Konjufca (n. 25 iulie 1981, Priștina, RS Serbia, RSF Iugoslavia) este un activist, jurnalist și politician kosovar care ocupă funcția de președinte al Adunării și președinte interimar al Kosovo din 22 martie 2021. Anterior, Konjufca a fost membru al Adunării, lider al grupului parlamentar Vetëvendosje, președinte al Adunării și ministru al afacerilor externe.

## Tinerețe și educație
Konjufca s-a născut la Priștina. A studiat filosofia la Universitatea din Priștina. În timpul studiilor, a ocupat funcția de director adjunct al organizației studențești Centrul pentru Drepturi.
Konjufca este autorul unei cărți despre GWF Hegel și al altor publicații despre filosofie.

## Politică
Konjufca a fost activist al Mișcării Vetëvendosje de la înființarea sa în 2005. El a editat ziarul săptămânal al mișcării și a fost ales în Adunarea Kosovo în 2010, când Vetëvendosje a candidat pentru prima dată pentru funcții publice. A fost vicepreședinte al Adunării din 2011 până în 2014 și din nou din 2015 până în 2017 și a condus grupul parlamentar Vetëvendosje din 2014 până în 2019.
După victoria partidului Vetëvendosje la alegerile parlamentare din 2019, Konjufca a fost numit președinte al Adunării pe 26 decembrie 2019 cu un vot de 75-27. El a demisionat pe 3 februarie 2020 pentru a deveni ministru al afacerilor externe. A părăsit această funcție când un nou guvern condus de partidele de opoziție a preluat funcția pe 3 iunie 2020.
Konjufca a fost al doilea cel mai votat candidat la alegerile parlamentare din 2021, la care Vetëvendosje a câștigat distanțat. Pe 22 martie 2021, a fost ales președinte al Adunării printr-un vot de 69-33. Cu o președinție vacantă, Konjufca este și președinte interimar.